# Вяземська повітрянодесантна операція
Вя́земська повітрянодеса́нтна опера́ція — перша масштабна повітрянодесантна операція в часи німецько-радянської війни, яка була проведена радянськими військами в період з 18 січня по 28 лютого 1942 року в ході Московської битви 1941—1942 рр.
Головним завданням цієї операції ставилося сприяння військам Західного і Калінінського фронтів в оточенні і розгромі основних сил групи армій «Центр» у районі Ржев — Вязьма — Юхнов — Гжатськ. Проводилася за рішенням Ставки ВГК силами 4-го повітрянодесантного корпусу, 201-ї повітряно-десантної бригади 5-го повітрянодесантного корпусу і 250-го окремого стрілецького полку.

## Історія
Висадка десанту здійснювалася в 3 етапи: 18—22 січня в районі Желанья були висаджені 201-ша повітрянодесантна бригада та 250-й стрілецький полк, 27 січня — 2 лютого в районі Озеречня — 8-ма повітряно-десантна бригада і 18—24 лютого в районі Желанья — головні сили 4-го повітряно-десантного корпусу (9-та і 214-та повітряно-десантні бригади) — всього понад 10 тис. десантників, 320 мінометів, 541 кулемет, 300 протитанкових рушниць.
По суті, повітряно-десантна операція розпочалася раніше — з висадки 3 — 4 січня 1942 батальйону 201-ї повітряно-десантної бригади та загону майора Старчака в районі Мятлево. В цих групах було 348 і 415 парашутистів відповідно. Але перша фаза проведення операції успіху не мала й висадка головних сил була перенесена на другу половину січня.
18—22 січня 1942 в нічний час була десантована в тил противника у район Знаменка, Луги, Желанья (на південь від Вязьми), на відстані 35-40 км від лінії фронту лише 201-ша повітряно-десантна бригада і здійснив посадочний десант 250-й окремий стрілецький полк. Десантники перехопили і утримували найважливіші дороги в тилу юхновського угрупування німців, сковували її маневр, чим сприяли наступальним діям 1-го гвардійського кавалерійського корпусу і 33-ї армії, які 1-2 лютого зав'язали бої на околицях Вязьми.
Радянське командування вирішило висадити також весь 4-й повітрянодесантний корпус (8-ма, 9-та і 214-та повітряно-десантні бригади) із завданням не допустити відходу противника з району Вязьми на захід.
27 січня — 2 лютого десантуються в район Озеречня (на південний захід від Вязьми) лише три батальйони 8-ї повітряно-десантної бригади (близько 2500 осіб), після чого десантування було припинене. До 6 лютого 8-ма повітряно-десантна бригада діяла самостійно в тилу вяземського угрупування противника, паралізувала роботу залізниці і шосе Смоленськ — Вязьма, потім вийшла в район бойових дій 1-го гвардійського кк і була включена до його склад. У 1-й половині лютого бої за вяземський вузол прийняли затяжний характер. Противник підтягнув сюди резерви, а радянські війська після тривалого наступу були ослаблені. Війська 11-го КК Калінінського фронту і 1-го гвардійських кк Західного фронту не змогли з'єднатися і замкнути оточення противника, а частина військ 33-ї армії сама опинилася оточеною південно-східніше Вязьми. Південніше противник продовжував утримувати Юхнов.
У цій обстановці Ставка ВГК 10 лютого передала 4-й повітряно-десантний корпус Західному фронту із завданням десантувати його західніше Юхнова, в районі Желанья, прорвати оборону противника з тилу, перерізати Варшавське шосе в 25-30 км південно-західніше Юхнова і з'єднатися з 50-ю армією для спільних дій.
18-24 лютого в нічний час було проведене десантування 9-ї і 214-ї повітряно-десантних бригад, а також батальйону 8-ї повітряно-десантної бригади. Корпус відразу зіткнувся з організованою обороною противника. Не зважаючи на відсутність чисельної переваги в людях і важкому озброєнні, частини корпусу просунулися на 20-22 км і 28 лютого вийшли на рубіж, вказаний для зустрічі з 50-ю армією. Проте війська армії не змогли вирішити свого завдання, і з'єднанням 4-го повітряно-десантного корпусу довелося перейти до оборони.
Це був перший досвід проведення в ході війни повітрянодесантної операції такого масштабу. Внаслідок недоліків в організації і проведенні (різночасність застосування сил, відсутність чіткого управління в ході висадки десантів, розпилення сил в ході операції, нестача авіаційних засобів десантування) Вяземська повітряно-десантна операція не повністю досягла своєї мети, однак зіграла певну роль в поразці німецьких військ під Москвою.